# Iroquois-Plateau
Das Iroquois-Plateau ist eine große, rund 1500 m hoch gelegene und vereiste Hochebene im westantarktischen Queen Elizabeth Land. In der Neptune Range der Pensacola Mountains liegt sie im südlichen Teil des Washington Escarpment.
Der United States Geological Survey kartierte die Hochebene anhand eigener Vermessungen und Luftaufnahmen der United States Navy aus den Jahren von 1956 bis 1966. Das Advisory Committee on Antarctic Names benannte sie 1968 nach dem Hubschrauber des Typs Bell UH-1 Iroquois, der häufig zu Feldforschungen in Antarktika eingesetzt wurde.

## Weblinks

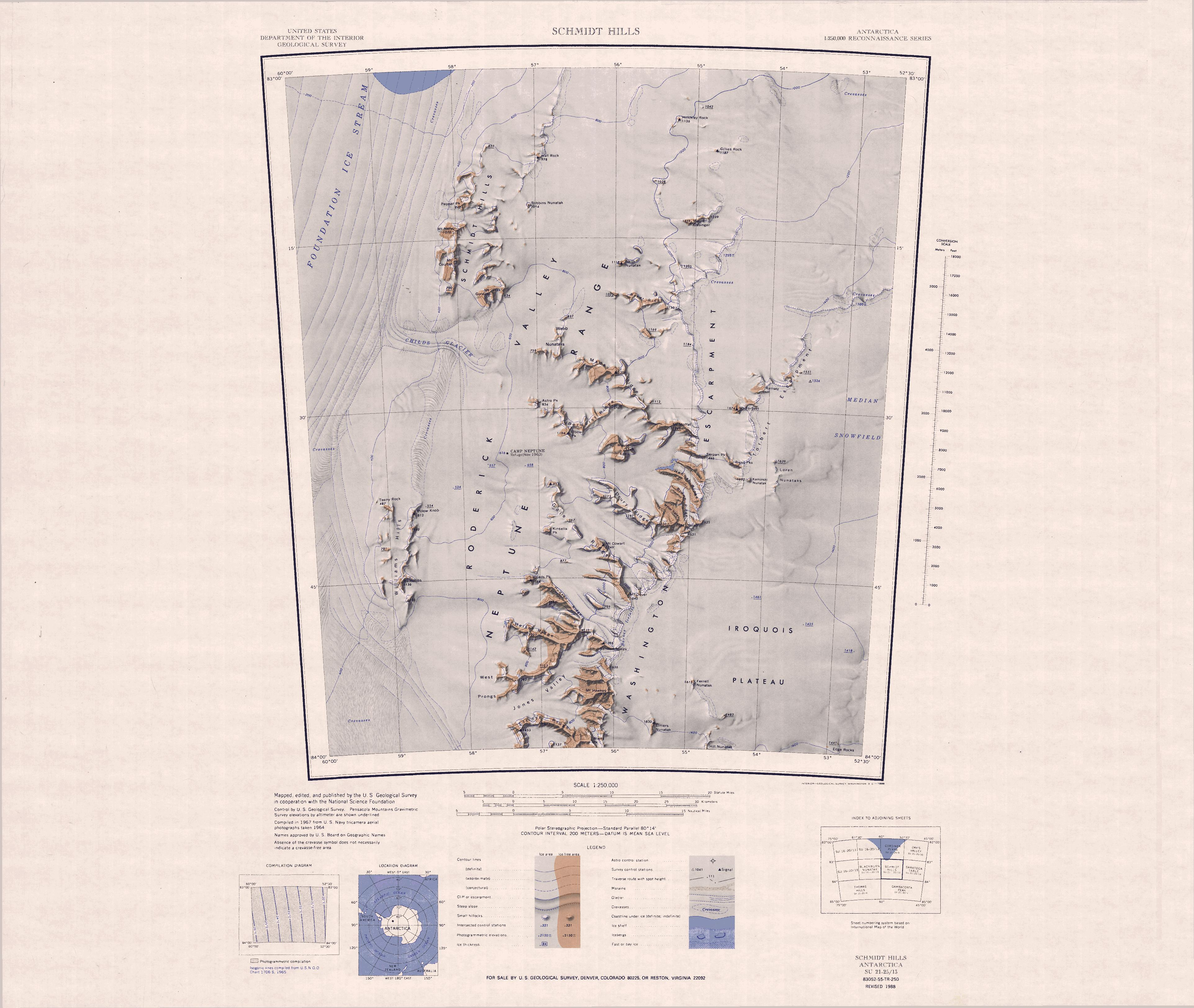
Kartenblatt Schmidt Hills von 1967 (Neuauflage 1988), Iroquois Plateau im südöstlichen Viertel der Karte